# Szent Mihály és Gábriel arkangyalok fatemplom (Alsóbulzesd)
Az alsóbulzesdi Szent Mihály és Gábriel arkangyalok fatemplom műemlékké nyilvánított épület Romániában, Hunyad megyében. A romániai műemlékek jegyzékében a  HD-II-m-B-03273 sorszámon szerepel.